# Bridget Riley
Bridget Louise Riley, född 24 april 1931 i Norwood, London, är en brittisk målare och en av de främsta företrädarna för opkonsten. 

## Biografi
Riley utbildade sig vid Cheltenham Ladies 'College och studerade sedan konst vid Goldsmiths College (1949–1952), och senare vid Royal College of Art (1952–1955).
Från början arbetade hon i svart-vitt med tunna våglinjer som gav intryck av en vibrerande yta. Sedan mitten av 1960-talet karakteriseras hennes arbeten ofta som optiska illusioner, medan hon själv hävdar att det man upplever visuellt är en optisk realitet. Karakteristiskt för hennes senare arbeten är användningen av ränder.
Riley har haft ett flertal stora utställningar i Europa och USA.

## Hedersbetygelser
Riley tilldelades hedersdoktorat från Oxford (1993) och Cambridge (1995). År 2003 tilldelades hon Praemium Imperiale, och 1998 blev hon en av endast 65 Companions of Honour in Britain. Som styrelseledamot i National Gallery på 1980-talet, blockerade hon Margaret Thatchers plan att ge en angränsande tomt till exploatörer och bidrog därmed till det slutliga uppförandet av museets Sainsbury Wing. 
Riley har också fått internationellt pris för måleri vid Venedigbiennalen 1968, Kaiserring of the City of Goslar 2009 och 12:e Rubenspriset i Siegen 2012. [36] År 2012, blev hon den första kvinnan att ta emot Sikkens Prize, det holländska konstpriset som uppmärksammar användning av färg.